# Live Hardcore Worldwide
Albums de Boogie Down Productions
Edutainment
(1990) Sex and Violence
(1992)
Live Hardcore Worldwide est un album live des Boogie Down Productions, sorti le 12 mars 1991.
L'opus comprend des titres des quatre albums studio des Boogie Down Productions ainsi qu'un certain nombre de morceaux inédits.
L'album s'est classé 25e au Top R&B/Hip-Hop Albums et 115e au Billboard 200.

## Liste des titres
| No  | Titre                | Extrait de l'album                     | Durée |
| --- | -------------------- | -------------------------------------- | ----- |
| 1.  | KRS-One Intro        | Inédit                                 | 0:53  |
| 2.  | Lick a Shot          | Inédit                                 | 1:02  |
| 3.  | The Eye Opener       | Inédit                                 | 2:05  |
| 4.  | Jack of Spades       | Ghetto Music: The Blueprint of Hip Hop | 2:36  |
| 5.  | My Philosophy        | By All Means Necessary                 | 2:00  |
| 6.  | Still #1 (Freestyle) | Inédit                                 | 2:05  |
| 7.  | Poetry               | Criminal Minded                        | 3:02  |
| 8.  | House Nigga's        | Edutainment                            | 3:55  |
| 9.  | Criminal Minded      | Criminal Minded                        | 2:26  |
| 10. | Jimmy                | By All Means Necessary                 | 2:13  |
| 11. | The Bridge Is Over   | Criminal Minded                        | 3:26  |
| 12. | Ya Know the Rules    | Edutainment                            | 4:41  |
| 13. | Kenny Parker Intro   | Edutainment                            | 1:42  |
| 14. | South Bronx          | Criminal Minded                        | 3:29  |
| 15. | Reggae Medley        | Inédit                                 | 4:34  |
| 16. | Super Hoe            | Criminal Minded                        | 1:43  |
| 17. | Up to Date           | Inédit                                 | 2:19  |
| 18. | Why Is That          | Ghetto Music: The Blueprint of Hip Hop | 3:14  |
| 19. | Stop the Violence    | By All Means Necessary                 | 6:44  |
| 20. | Bo Bo Bo             | Ghetto Music: The Blueprint of Hip Hop | 1:32  |
| 21. | Come to the Teacher  | Inédit                                 | 1:31  |
| 22. | Breath Control       | Edutainment                            | 4:42  |
| 23. | Self Destruction     | Inédit                                 | 2:01  |
| 24. | KRS-One Outro        | Inédit                                 | 0:27  |